# صباح الخير سيد شلومي
صباح الخير سيد شلومي هو فيلم من نوع كوميديا دراما أُصدر في 2003. الفيلم من إخراج وسيناريو Shemi Zarhin ‏.

## طاقم التمثيل
- Albert Iluz  [لغات أخرى]‏
- أرييه إلياس
- Hilla Sarjon  [لغات أخرى]‏
- نسيم دايان  [لغات أخرى]‏
- اوشري كوهين
- Rotem Zissman-Cohen  [لغات أخرى]‏
- عاصي كوهين
- جوناثان روزن  [لغات أخرى]‏
- Gil Desiano  [لغات أخرى]‏
- آية كورين
- Rita Shukrun  [لغات أخرى]‏
- Rotem Abuhav  [لغات أخرى]‏
- استي زاخيم  [لغات أخرى]‏
- يغآل ناؤور

## الإنتاج
موسيقى الفيلم التصويرية كانت من تأليف جوناثان بار جيورا.

## وصلات خارجية
- صباح الخير سيد شلومي على موقع IMDb (الإنجليزية)
- صباح الخير سيد شلومي على موقع ميتاكريتيك (الإنجليزية)
- صباح الخير سيد شلومي على موقع روتن توميتوز (الإنجليزية)
- صباح الخير سيد شلومي على موقع نتفليكس (الإنجليزية)
- صباح الخير سيد شلومي على موقع ألو سيني (الفرنسية)
- صباح الخير سيد شلومي على موقع Turner Classic Movies (الإنجليزية)
- صباح الخير سيد شلومي على موقع أول موفي (الإنجليزية)
- صباح الخير سيد شلومي على موقع بوكس أوفيس موجو (الإنجليزية)
- صباح الخير سيد شلومي على موقع فيلمافينيتي (الإسبانية)
- صباح الخير سيد شلومي على موقع قاعدة بيانات الفيلم (الإنجليزية)